# Cristolț (gmina)
Cristolț – gmina w Rumunii, w okręgu Sălaj. Obejmuje miejscowości Cristolț, Muncel, Poiana Onții i Văleni. W 2011 roku liczyła 1235 mieszkańców.